# Strzelanina w szkole w Roseburgu
Strzelanina w szkole w Roseburgu – strzelanina, która miała miejsce 1 października 2015 roku na terenie szkoły wyższej Umpqua Community College w Roseburgu, w stanie Oregon, w Stanach Zjednoczonych; zamachowiec, 26-letni Christopher Harper-Mercer, zastrzelił dziewięć osób, po czym zginął w trakcie wymiany ognia z policją.

## Przebieg
Strzelanina zaczęła się w sali nr 15, gdzie odbywała się lekcja języka angielskiego – napastnik otworzył ogień do studentów. Strzelał do swoich ofiar nawet po kilka razy, kiedy próbowały przed nim uciec lub wybiec z sali. Wkrótce potem na miejsce przybyła policja i ubrani po cywilnemu detektywi specjalni. Wdali się oni w strzelaninę z napastnikiem podczas której popełnił on samobójstwo; żaden z policjantów nie odniósł ran w wymianie ognia. W trakcie ataku sprawca dał jednemu ze studentów do potrzymania paczkę z manifestem, który sprawca napisał. W manifeście wyraził podziw dla sprawcy masakry w Isla Vista z 2014 roku Elliota Rodgera. Podczas strzelaniny napastnik zadawał swoim ofiarom pytania o ich wyznanie religijne przed oddaniem strzałów.

## Po ataku
Po strzelaninie na miejsce przybyli m.in. agenci ATF w poszukiwaniu materiałów wybuchowych. Wszystkie bronie użyte w ataku były własnością napastnika. Przesłuchano także matkę napastnika, która powiedziała, że jej syn w ostatnim czasie przed atakiem zaczął być w złym humorze i oglądał niepokojące drastyczne treści w internecie.

## Sprawca i motywy
Sprawcą strzelaniny był 26-letni Christopher Harper-Mercer. Napastnik miał problemy z socjalizacją wśród rówieśników, a jego matka starała się go chronić przed innymi ludźmi i była określana jako nadopiekuńcza. W momencie ataku Harper-Mercer był zapisany na kursy w szkole Umpqua, ale wcześniej chodził m.in. na El Camino College w Kalifornii od 2010 do 2012 roku.
W internecie wyrażał zafascynowanie wieloma masakrami w szkołach w USA, m.in. masakrą w Newtown i wstawił do internetu nawet film odnośnie do tej strzelaniny. Przed atakiem napisał na portalu 4chan groźbę i zapowiedź ataku, w której napisał: Niektórzy z was, ziomki, są w porządku. Nie przychodźcie jutro do szkoły, jeśli jesteście na północnym zachodzie kraju. Ten post zostanie zrealizowany jutro w prawdziwym życiu. Zobaczę was później, kosmiczne roboty. – potwierdzono, że wpis był autentyczny mimo początkowego sceptycyzmu odnośnie do jego prawdziwości.
Motywacją sprawcy była zemsta za bycie ofiarą społecznego odrzucenia. Miał też obsesję na punkcie masowych strzelanin w USA. Christopher Harper-Mercer w swoim manifeście opisał sam siebie jako osobę „bez przyjaciół, dziewczyny i pracy” oraz „zawsze najbardziej znienawidzoną osobę na świecie”. Wyrażał swój podziw dla innych masowych morderców, a w szczególności dla dwóch z nich: Vestera Flanagana i Elliota Rodgera. O pierwszym z nich napisał, że „ludzie tacy jak on nie mają po co żyć, a jedyne co mogą zrobić to zaatakować społeczeństwo, które ich odrzuciło”. Wyrażał również swoją frustrację z powodu braku życia seksualnego, co szczególnie upodobniało go do Elliota Rodgera. Miał również nadzieję, że morderstwo przyniesie mu sławę.

## Ofiary strzelaniny

### Zabici
Napastnik zabił 9 osób przed swoim własnym samobójstwem, z czego 8 z nich zmarło na miejscu tego ataku.
1. Lucero Alcaraz (lat 19)
2. Treven Anspach (lat 20)
3. Rebecka Ann Carnes (lat 18)
4. Quinn Cooper (lat 18)
5. Kim Dietz (lat 39)
6. Lucas Eibel (lat 18)
7. Christopher Harper-Mercer (lat 26)
8. Jason Johnson (lat 33)
9. Lawrence Levine (lat 67)
10. Sarena Moore (lat 43)

### Ranni
W strzelaninie rannych zostało następnych 8 osób. Jedną z rannych osób był weteran armii amerykańskiej, który próbował pomóc zabarykadować drzwi od jednej z klas, chcąc zapobiec wejściu tam sprawcy. Został postrzelony 5 razy przez Harper-Mercera.